# Deutsche Versuchsanstalt für Ernährung und Verpflegung

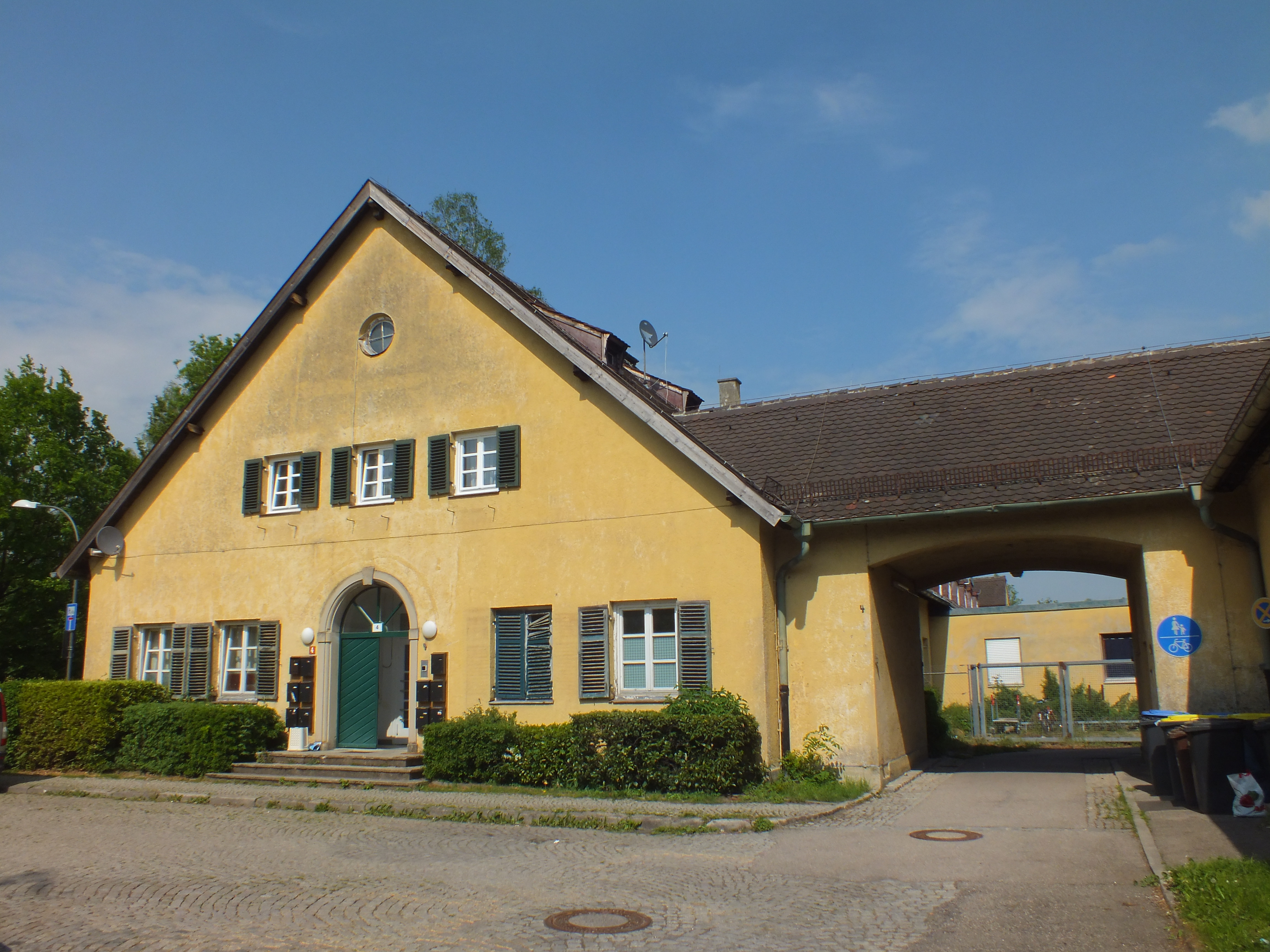
Hauptgebäude der DVA, Am Kräutergarten 4, Dachau

Die Deutsche Versuchsanstalt für Ernährung und Verpflegung GmbH (DVA/D.V.A) gehörte zur Amtsgruppe W des SS-Wirtschafts- und Verwaltungshauptamtes des Reichsführers SS (WVHA) (Stand: März 1942, Dokument Nr. 146, Museum KZ-Gedenkstätte Dachau). Sie wurde am 23. Januar 1939 mit einem Gründungskapital von 35.000 RM aus Mitteln der Deutsche Erd- und Steinwerke als GmbH gegründet. Der Gründer war der SS-Führer Oswald Pohl, Chef des WVHA. Finanziert wurde das Unternehmen durch einen Kredit des Roten Kreuzes in Höhe von 8 Millionen Reichsmark. Die DVA stand unter Leitung des Agrarwissenschaftlers SS-Obersturmbannführer Heinrich Vogel.
Aufgaben der DVA waren der Anbau und die Erforschung von Gewürz- und Heilkräutern, die Versorgung deutscher und ausländischer Märkte mit „deutschen Drogen“, die Herstellung und Mischung neuer Drogen, die Unterhaltung von Laboren, der Grundstückserwerb sowie der Vertrieb der erstellten Produkte.
Der „Kräutergarten“ im KZ Dachau (Name des Arbeitskommandos: „Plantage“) und die Plantage im Außenlager Heppenheim (Name des Arbeitskommandos: „Dachau“) waren die bekanntesten Projekte.

## Film
- Blutiger Boden, reiche Gewinne. Die Wirtschaftsmacht der SS, Dokumentarfilm, 52 min, ORF/3sat/Hengster Filmproduktion 2023, Buch und Regie: Andreas Kurz.